# Буддизм у Бурятії

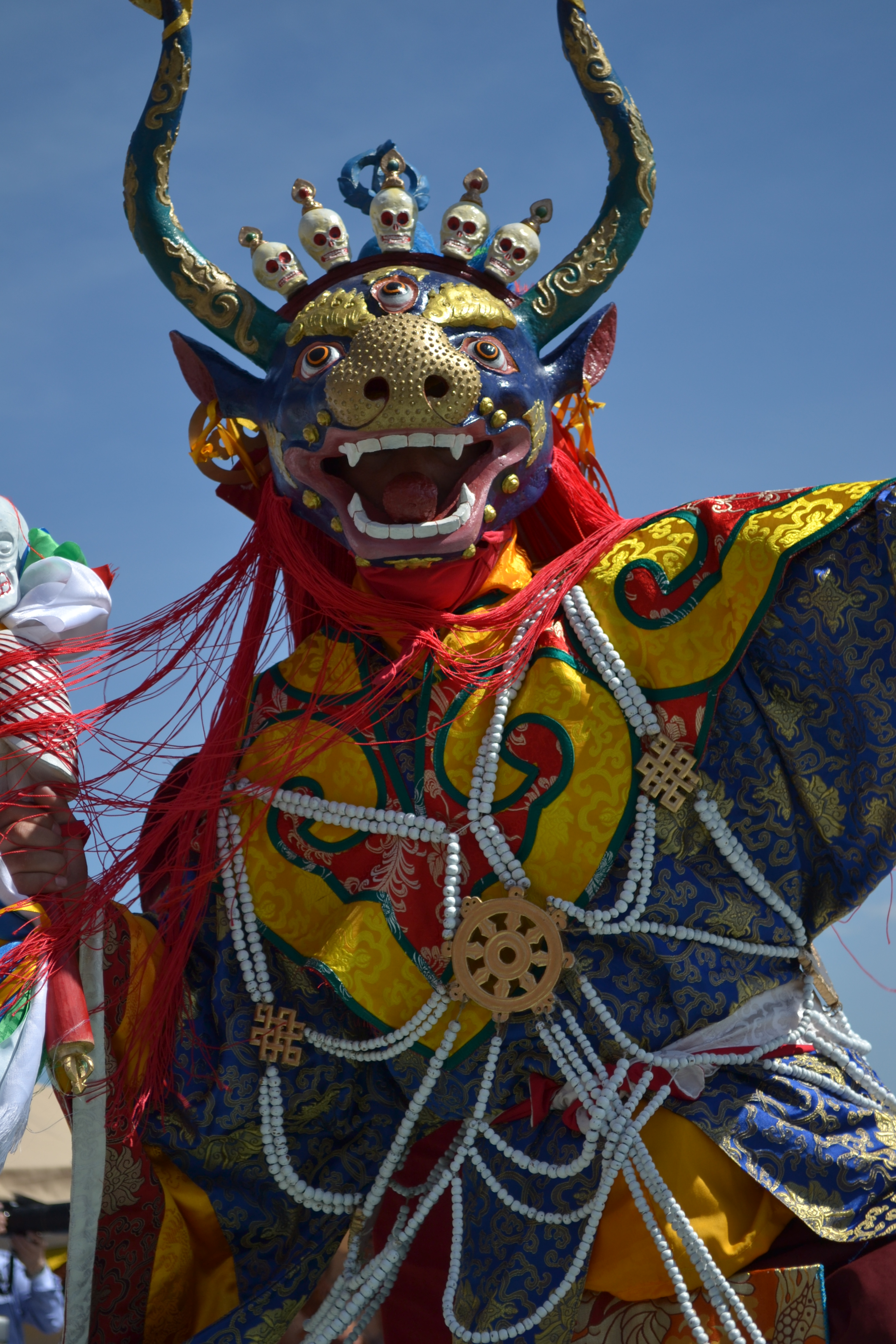
Містерія Цам

Буддизм у Бурятії (бур. Бүддын шажан) — форма буддизму, поширена в Росії в регіонах, населених бурятами (Республіка Бурятія, Забайкальський край, Іркутська область).

## Історія проникнення буддизму до бурятів
Історичні свідчення дають підстави стверджувати, що, починаючи з ІІ ст. до г. е., протомонгольські народи (хунну, сяньбі, кидані) були знайомі з буддизмом. На території Іволгінського городища в хуннському похованні знайдено залишки буддійських чоток.
На початку XVII століття на до бурятського населення Забайкалля з Монголії проник буддизм Тибету. Спочатку був поширений серед етнічних груп, що вийшли незадовго до цього з Халхи — цонголів, сартулів, хатагінів; наприкінці XVII — на початку XVIII століття буддизм поширився на території всього Забайкалля. Друга лінія прийшла безпосередньо з Тибету, з монастиря Лабранг Трашик'їл.
1741 року імператриця Єлизавета Петрівна узаконила існування 11 дацанів і 150 лам при них (у липні 1991 року буддисти Бурятії відзначили 250-річчя офіційного визнання їх релігії в Росії). Тривалий час у бурятському буддизмі точилася боротьба за верховенство між Цонгольським та Гусиноозерським дацанами. В 1764 році головний лама найстарішого в Бурятії Цонгольського дацана став Верховним ламою бурятів Забайкалля, отримавши титул Пандито Хамбо-лама («вчений-настоятель»). З 1809 року панування перейшло до настоятелів (шереете) Гусиноозерського дацана. Наприкінці XIX століття почалося інтенсивне проникнення буддизму в Предбайкаллі — Північну Бурятію, де він зустрів запеклий опір з боку шаманів та православних місіонерів. До Жовтневої революції 1917 року у Бурятії функціонувало 46 дацанів, приходи яких було переважно організовано за територіально-родовим принципом.
У 1920-х роках частина бурятів переселилася з Забайкалля (в основному з Аги) у Внутрішню Монголію  і продовжила там власні буддійські традиції на додаток до тих, що вже існували в цьому регіоні.

## Розвиток бурятського буддизму

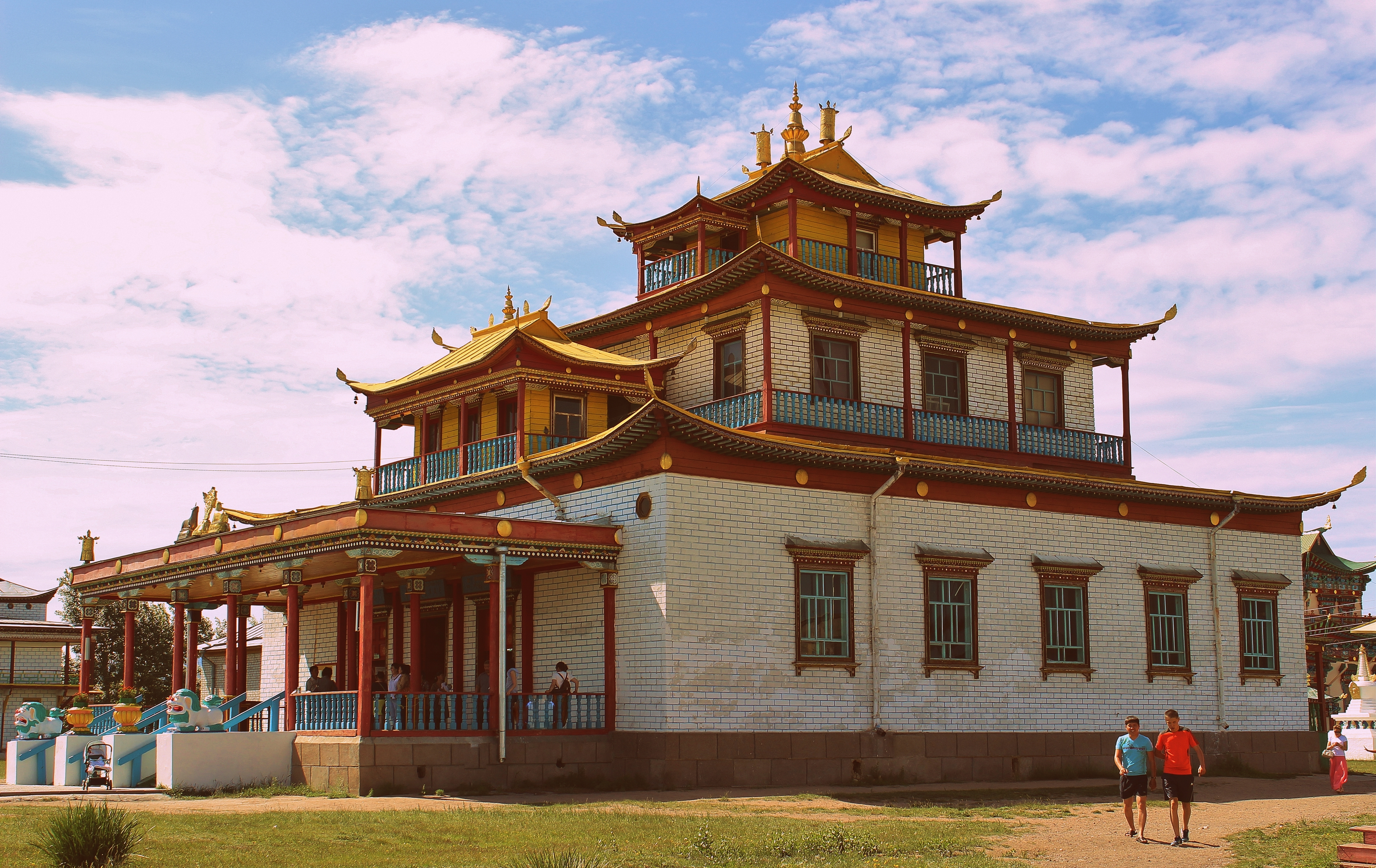
Цогчен-дуган в Іволгінському дацані. 2012 рік

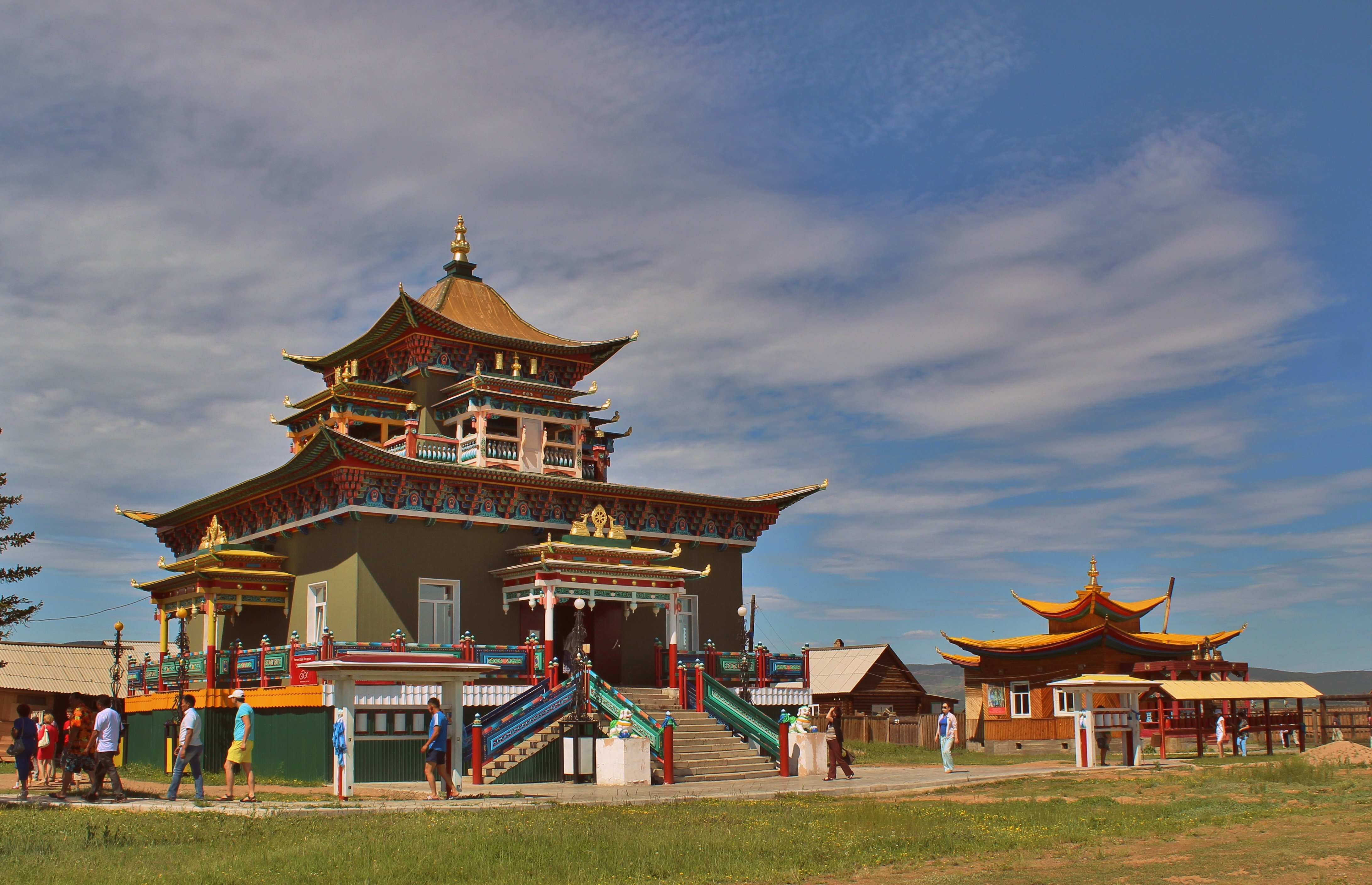
Дуган Зеленої Тари в Іволгінському данці. 2012 рік

- У 1701 році в Забайкаллі було 11 дацанів.
- У 1727 році було проведено кордон між імперією Цін та Росією. Бурятські племена, що проживали і кочували в північній частині Монголії, увійшли до складу Росії. Перекривши кордони і домігшись відносної осілості кочівників-бурятів, російський уряд вирішив ухвалити певні рішення щодо віросповідних справ.
- Наприкінці 1730-х — на початку 1740-х років було збудовано перший стаціонарний (Цонгольський) дацан.
- В 1741 імператриця Єлизавета Петрівна прийняла Указ, за яким визнавалося існування «ламайської віри» і затверджувалася кількість данців (11) і кількість штатних лам (150). Буддизм був офіційно прийнятий як одна з державних релігій у Російській імперії.
- У 1764 році засновано титул Пандито Хамбо-лами, першим Хамбо-ламою став Дамба-Доржо Заяєв.
- У 1810 році було засновано Іройський дацан. У першій третині XIX ст. було побудовано 10 суме (буддійських храмів): Найдан (1813), Дамчок (1815), Шакьямуні (1829), Оточі (1817), Аюші (1814), Дара Ехе (1830), Номун сахюусан (1817), Мінтунг, Вірозама (1827) та Арьябала (1830).
- До 1846 року в Бурятії було збудовано вже 34 дацани. Витрачаючи масу зусиль та матеріальних засобів, буряти зуміли імпортувати з Тибету, Китаю, Монголії велику кількість священної літератури та запозичити багато живих традицій як панівної школи Гелуг, так і інших напрямів буддизму.
- У 1869 року в Цугольскому дацані, під керівництвом монгольського лами Чой-манрамби, почалося вивчення індо-тибетської медицини, яке потім поширилося й інших місцях.
- У 1878 році в Агінському дацані була заснована школа Дуйнхор (Калачакри), чим і завершилося побудова основних напрямів вищої духовної освіти за зразком Тибету.
- Швидко розвивалося друкарство; в 1887 році діяло вже 29 друкарень, які до їх руйнувань в 1930-і роки встигли видати близько 2000 назв книг тибетською та монгольською мовами.

## Сучасний стан буддизму

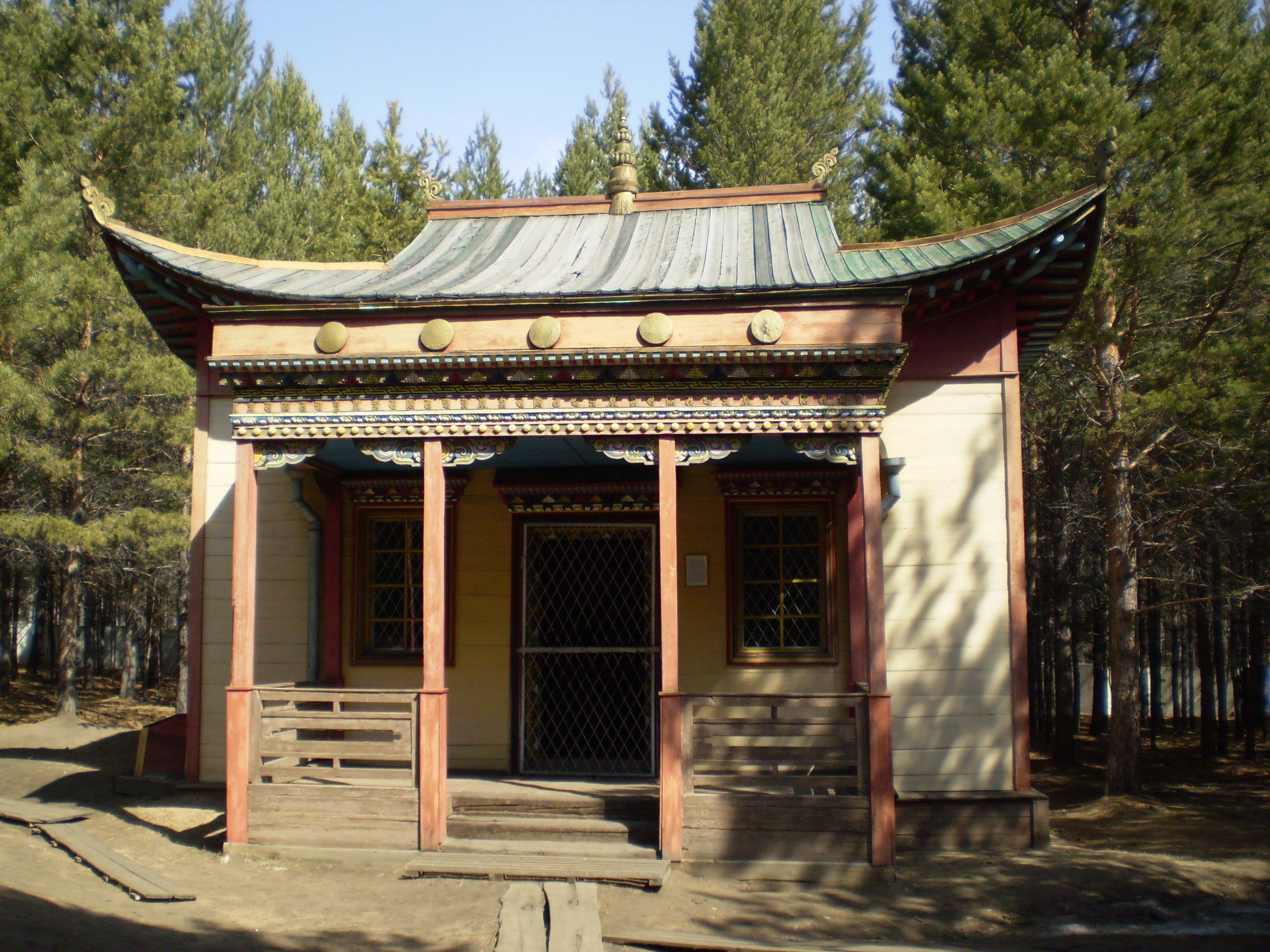
Деваджин-дуган із Гусиноозерського дацана. Експонат Етнографічного музею народів Забайкалля

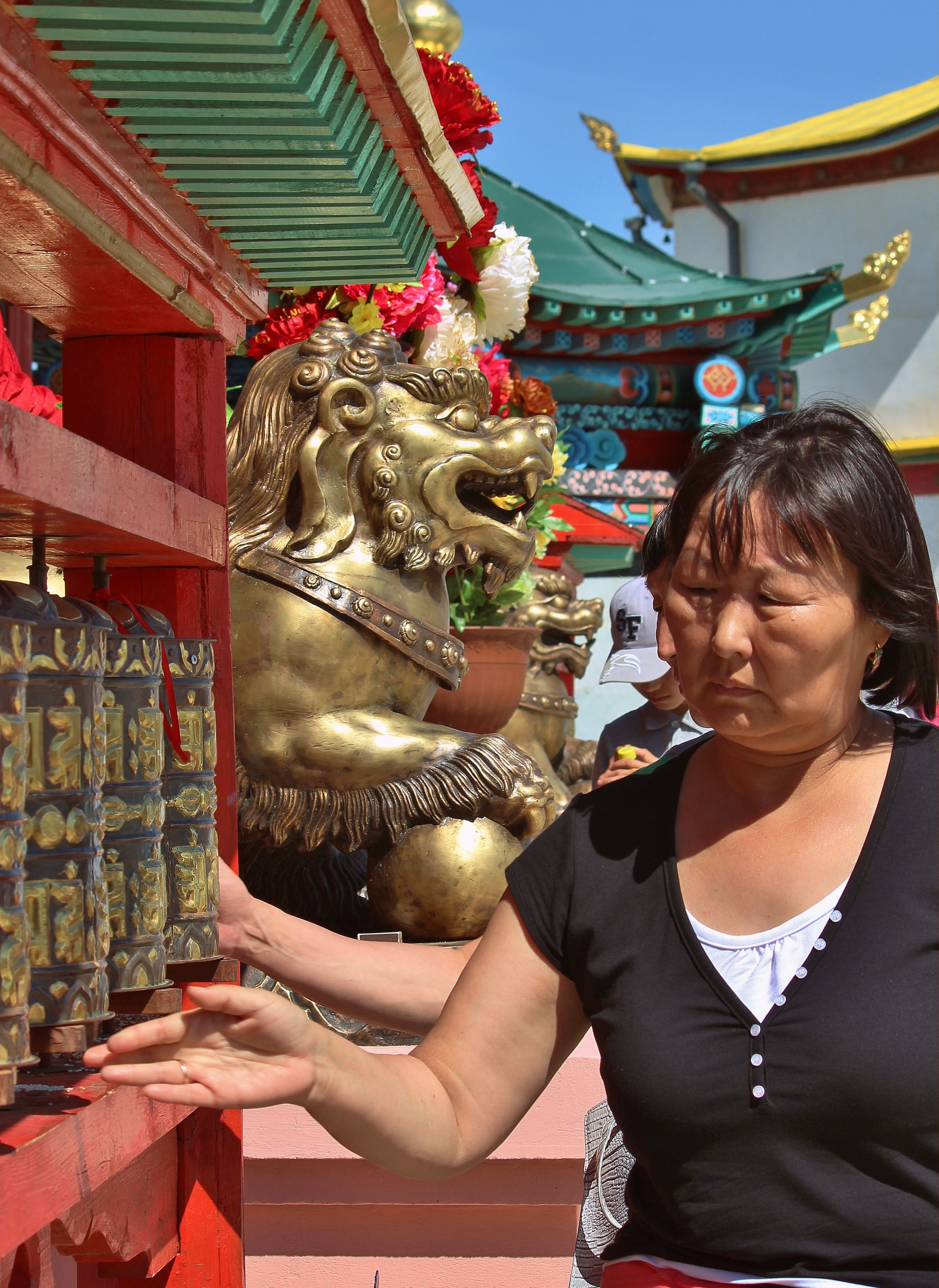
В Іволгінському данці

Наприкінці XIX — на початку XX століття в бурятському буддизмі почався потужний обновленський рух, який отримав подальший розвиток після встановлення в Бурятії Радянської влади.
У 1918 році вийшов декрет, який відокремив церкву від держави. У Бурятії дія закону розпочалася з 1925 року. З цього часу антирелігійна політика Комуністичної партії була спрямована на форсоване знищення духовної культури народів Росії, зокрема буддійської культури бурятів. Століттями створені та накопичені духовні цінності були зруйновані та знищені за короткий період. Із сорока семи дацанів і дуганів практично нічого не збереглося. 1864 високоосвічених вчених-лам були відправлені до в'язниць, на заслання, на каторжні роботи, сотні розстріляні.
В травні 1945 року вийшла  Постанова Раднаркому БМ АРСР про відкриття буддійського храму «Хамбінське Суме» в улусі Середня Іволга. З 1946 року були знову відкриті два дацана — Іволгінський в Бурятії і Агінський в Агінському Бурятському національному окрузі Читинської області.
У 1991 році при Іволгінському дацані було відкрито Буддійський інститут Даші Чойнхорлін, релігійний вищий навчальний заклад для підготовки кадрів священнослужителів, викладачів, перекладачів канонічних текстів, художників-іконописців. Процес освіти проводиться за системою монастирської освіти традиції Гоман-дацана монастиря Тибету Дрепунг.
У 1991 році кількість діючих дацанів у Бурятії досягла 12.

## Особливості

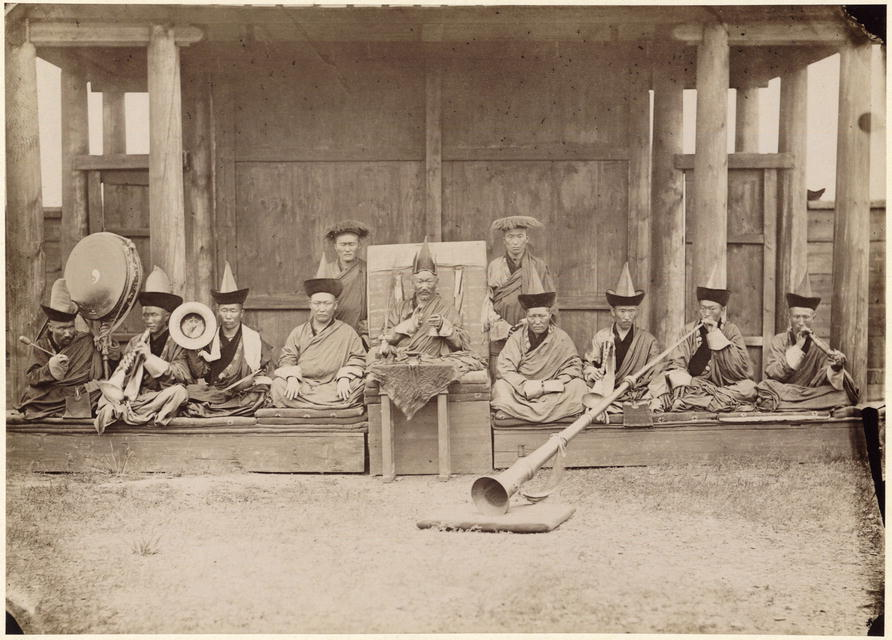
Хамбо-лама (у центрі). Тамчинський дацан. 1886 рік

Буддизм у Бурятії є найпівнічнішим відгалуженням центрально-азіатської культурно-історичної варіації буддизму Махаяни, що сформувалася в Тибеті наприкінці XIV — початку XV століть і отримала назву Гелугпа (Гелуг, хоча є відомості про вплив традиції Ньїнгма). Засновник цієї школи Дже Цонкапа (бур. Зонхобо, Зонхава) вшановується послідовниками буддійської релігійної традиції в Бурятії нарівні з засновником Учення — Буддою Шакьямуні. Послідовники Гелугпа в Бурятії вважають за краще вживати або цю самоназву школи, або загальний термін «вчення Будди», «махаянське вчення», підкреслюючи тим самим відсутність у тибетському буддизмі принципових відмінностей з вченням буддизму Махаяни.

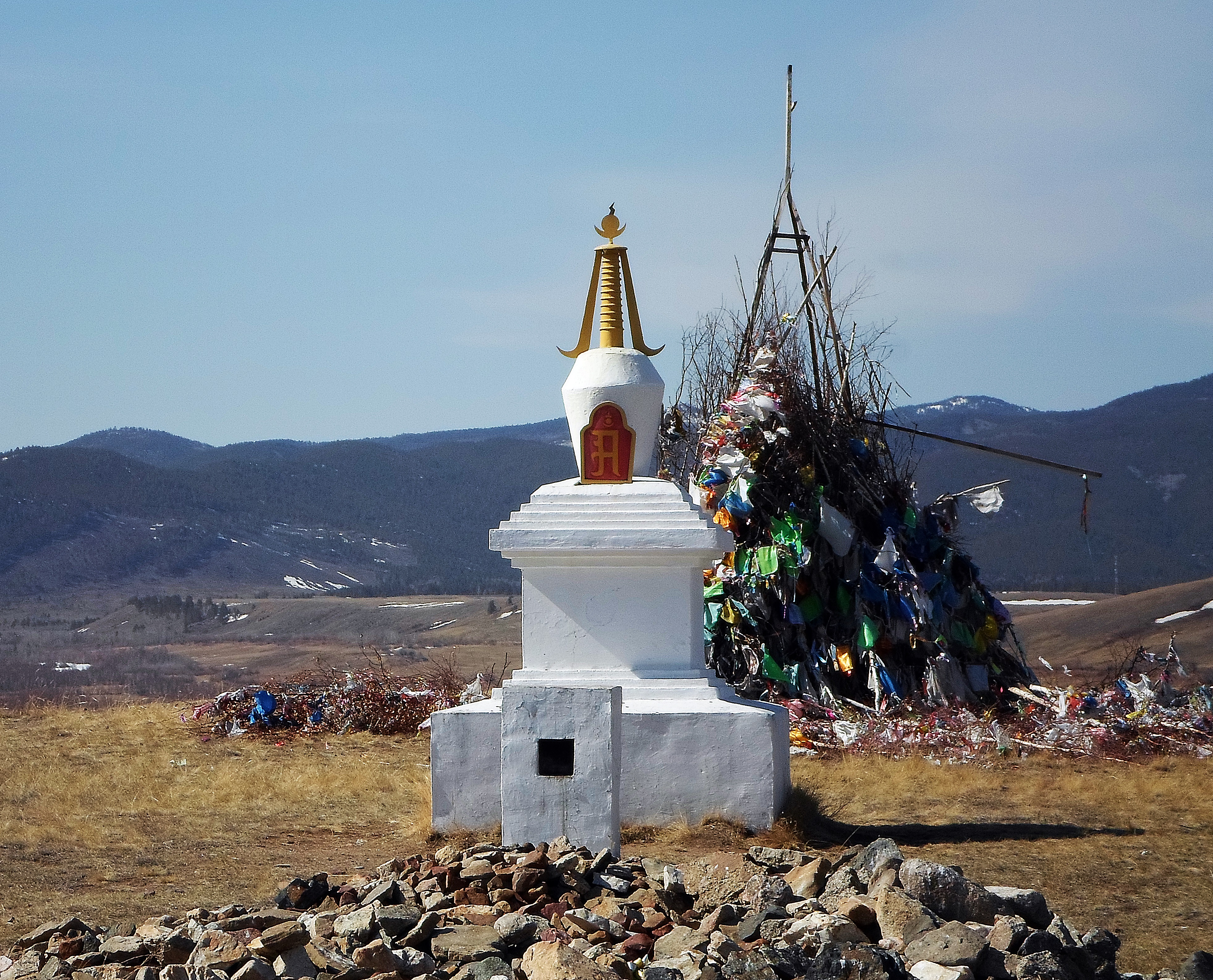
Ехе обоо (Велике обидва) у Селенгінському районі Бурятії

Відмінності від інших шкіл проявляються в бурятському буддизмі в основному в культовій системі, в обрядовості та магічній практиці та обумовлені впливом традиційних, більш давніх та архаїчних вірувань, культів, обрядів тибетців та бурятів. Зокрема, в культову систему були введені та пристосовані народні обряди, ритуали та вірування, пов'язані з культом обо шанування духів землі, гір, річок, дерев.
У релігійній практиці ченців велику роль грають методи тантричного походження, що утворюють основу буддизму Ваджраяни. Також особливу роль у «порятунку» віруючих від страждань Сансари грає вчитель-наставник (лама), вирішальне ж значення надається особистому морально-психологічному самовдосконаленню віруючого за допомогою тантричної практики, йогічного споглядання та інших езотеричних методів, що звільнитися від причинно-наслідкової залежності закону карми (але все ж неодмінно під керівництвом вчителя).
У філософському, психологічному та етичному вченні бурятського буддизму немає серйозних відмінностей від фундаментальних положень буддизму Махаяни, викладених у тибетському варіанті буддійського канону — Кенґюр (бур. Ганжуур) (108 томів) та Тенг'юр (бур. Данжуур) (225 томів).
Буддизм вплинув на розвиток традиційної науки і культури бурят-монголів. Особливо сильним та плідним був його вплив на формування та розвиток філософської думки, норм моральної поведінки, медицини, художньої літератури, образотворчого мистецтва та кулінарії .
З величезної кількості різних культових відправлень обрядового комплексу в бурятських дацанах нині відзначаються шість великих хуралів:
- Сагаалган (Новий рік),
- Дуйнхор (Калачакра),
- Гандан-Шунсерме (Народження, Пробудження та Паринірвана Будди Шакьямуні),
- Майдарі-хурал (очікування приходу Будди майбутнього світового періоду Майтрейї),
- Лхабаб Дуйсен (сходження Будди з небес Тушита),
- Зула-хурал (день пам'яті Цонкапи).

## Буддійські храми та монастирі

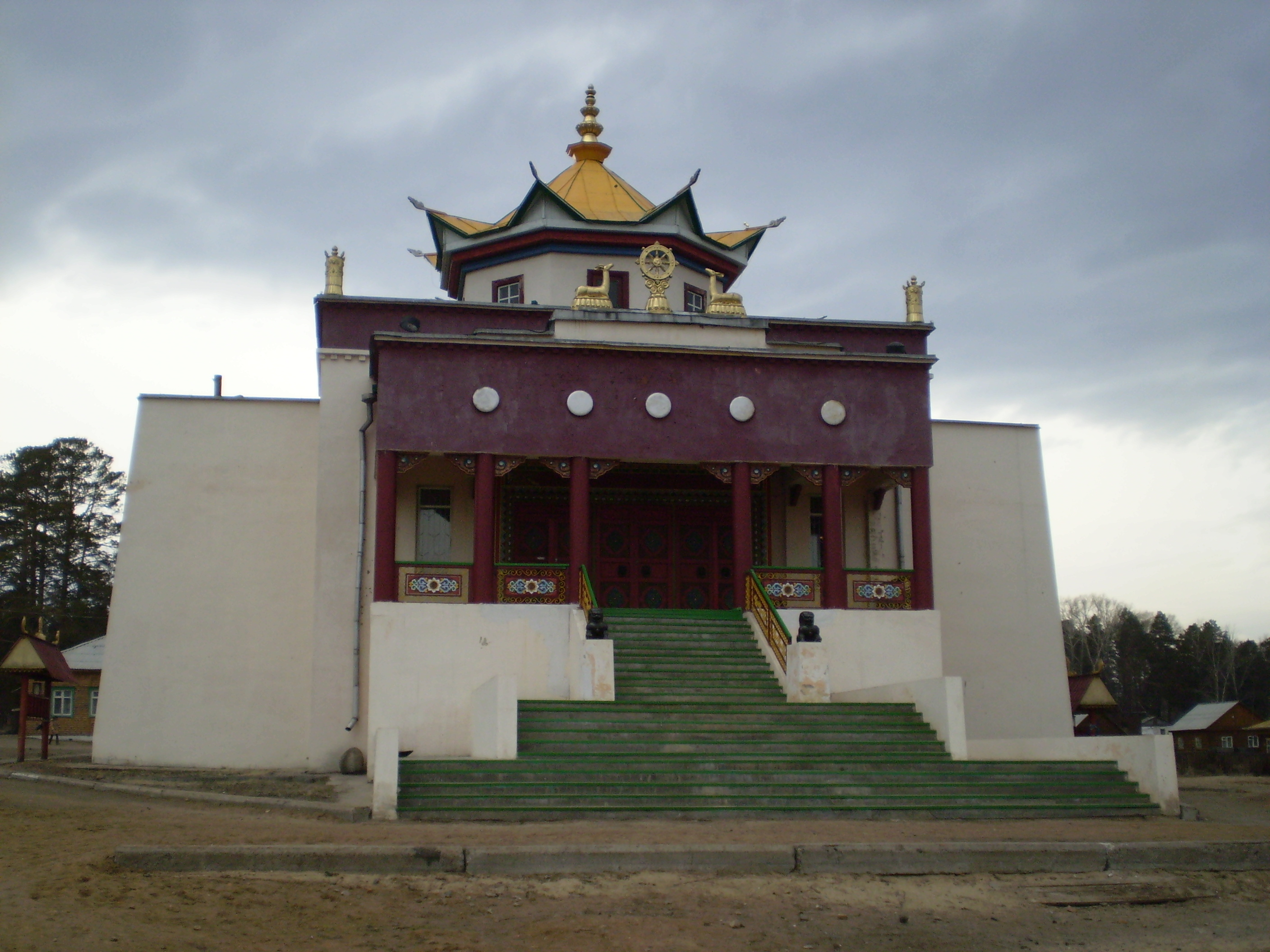
Улан-Уденський данець «Хамбин Хурее»

Дацани на території Бурятії, Забайкальського краю та Іркутської області (етнічна Бурятія):

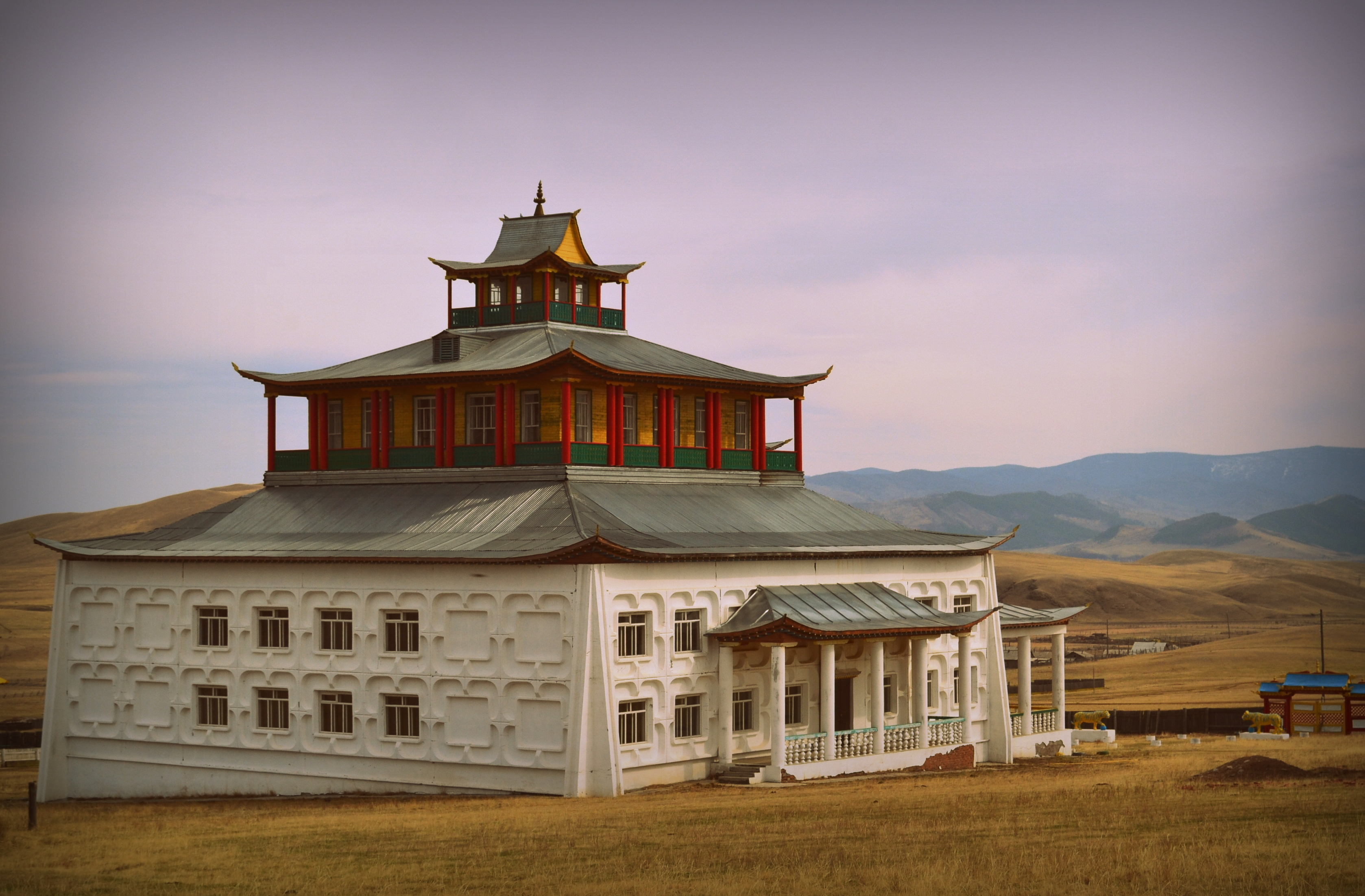
Сартул-Геґетуйський дацан

1. Улан-Уденський дацан «Хамбин Хурее»:  Республіка Бурятія, Улан-Уде.
2. Жіночий дацан «Зунгон Даржалінг»: Улан-Уде
3. Дацан «Рінпоче Багша»: Улан-Уде.
4. Агінський дацан: Забайкальський край, Агінський Бурятський округ, Агінський р-н, Агінське.
5. Аларський дацан: Іркутська область, Усть-Ординський Бурятський округ, Аларський р-н, Кутулик.
6. Ацагатський дацан: Республіка Бурятія, Заграївський р-н, Нарин-Ацагат.
7. Курумканський дацан:Республіка Бурятія, Курумканський р-н, Курумкан.
8. Сартул-Гегетуйський дацан:  Республіка Бурятія, Джидинський р-н, Гегетуй.
9. Атаган-Дирестуйський дацан: Республіка Бурятія, Джидинський р-н, Дирестуй.
10. Табангут-Ічетуйський дацан: Республіка Бурятія, Джидинський р-н, Додо-Ічетуй.
11. Егітуйський дацан: Республіка Бурятія, Єравнінський р-н, Егіта.
12. Санагінський дацан:  Республіка Бурятія, Закам'янський р-н, Санага.
13. Іволгінський дацан: Республіка Бурятія, Іволгінський р-н, Верхня Іволга. Веб сайт.
14. Іройський дацан: Республіка Бурятія, Селенгінський р-н, у. Ташир. Веб сайт.
15. Кіжингінський дацан: Республіка Бурятія, Кіжингінський р-н, Кіжинга.
16. Дацан Балдан Брейбун: Республіка Бурятія, Кяхтинський р-н, Мурочі.
17. Тугнуйський дацан: Республіка Бурятія, Мухоршибірський р-н, Мухоршибір.
18. Окінський дацан: Республіка Бурятія, Окінський р-н, Орлик.
19. Гусиноозерський (Тамчинський) дацан : Республіка Бурятія, Селенгінський р-н, Гусине Озеро.
20. Киренський дацан: Республіка Бурятія, Тункінський р-н, Кирен.
21. Хойморський дацан «Бодхідхарма»: Республіка Бурятія, Тункінський р-н, Аршан.
22. Угданський дацан: Забайкальський край (Читинська область), Угдан.
23. Узонський дацан: Забайкальський край (Читинська область), Узон.
24. Усть-Ординський (Абаганатський) дацан: Іркутська обл, Усть-Ординський.
25. Анінський дацан: Республіка Бурятія, Хоринський р-н, Ана (село).
26. Чесанський дацан: Республіка Бурятія, Кижингінський р-н, Чесан.
27. Читинський дацан:  Забайкальський край, Чита.
28. Цугольський дацан: Забайкальський край, Цугол.